# Азербайджанский технический университет
 Азербайджанский технический университет (азерб. Azərbaycan Texniki Universiteti) — высшее техническое государственное образовательное учреждение в Азербайджане.
Университет действует с 1920 года, и является одним из ведущих вузов страны.

## История
16 ноября 1920 года Совет Народных Комиссаров Азербайджанской ССР принял декрет о преобразовании Бакинского политехнического училища в Бакинский политехнический институт. В составе института созданы 5 факультетов: нефтепромышленного, электромеханического, инженерно-строительного, сельскохозяйственного, экономического.
В состав института была передана химическая лаборатория Русского технического общества.
В 1923 году институт сменил название на «Азербайджанский политехнический институт». В марте 1929 года Коммунистическая партия Азербайджанской ССР постановила, что институт будет разделён на три независимые школы, охватывающие сельское хозяйство, экономику и нефть.
Однако, растущие потребности инженеров в иных кроме нефтяной областях привели к расширению учебного плана института, и институт вновь изменил название в 1934 году на «Азербайджанский промышленный институт», поскольку он был объединён с институтом гражданского строительства. В период Второй мировой войны институт старался продолжать деятельность.
В 1950 году правительство основало отдельный Азербайджанский политехнический институт, и перевело непрофильные учебные планы в новую школу, чтобы институт мог сосредоточиться на нефтяной промышленности. Институт продолжал являться источником кадров нефтяной промышленности Азербайджана. В 1970 году в Гяндже был основан филиал института.
В 1993 году институт изменил статус и стал Азербайджанским техническим университетом.

## Общие сведения
Подготовка специалистов проводится по 26 направлениям и 70 специальностям. В текущее время на очном и заочном отделениях университета обучается около 6 тысяч студентов, из которых 300 — граждане иных стран. На 46 кафедрах работает более 600 преподавателей. В том числе 70 докторов наук и профессоров, около 400 кандидатов наук и доцентов.
В Университете действуют специализированные научные советы по присуждению учёных степеней в различных областях науки. Научные достижения сотрудников университета издаются в журнале «Elmi əsərlər» («Учёные записи»).
28 марта 2014 года университету было выдано свидетельство о государственной аккредитации.
3 августа 2023 года выдано свидетельство о государственной аккредитации на 5 лет с 2023/24 учебного года.
В связи с переходом к многоступенчатой системе образования постоянно расширяются научные связи с ведущими университетами США, Голландии, Германии, Турции, России и других стран .
Сотрудники университета участвуют в общеевропейских образовательных проектах (TEMPUS, TACIS и другие). Университет участвует в проекте IQAinAR по улучшению качества образования программы Европейской комиссии Эразмус Плюс.
С 2020 по 2023 год научными работниками университета было опубликовано 168 научных работ в журналах, индексируемых в международной базе данных Web of Science.

## Материально-техническая база
В распоряжении студентов и сотрудников университета находится библиотека и специально оборудованные читальные залы. Книжный фонд библиотеки насчитывает более 700 тысяч экземпляров.
Все кафедры университета оснащены современным оборудованием, компьютерами и специализированными лабораториями. С целью подготовки и повышения квалификации студентов по специальности «Связь и телекоммуникация» создан специальный учебный центр.
Университет имеет современный спортивный комплекс «Дворец Спорта», студенческий городок и пансионат для отдыха.

## Факультеты
- Электротехника и энергетика
- Транспорт
- Технологические машины
- Специальное оборудование и технологии
- Радиотехника и связь
- Металлургия
- Машиностроение
- Инженерный бизнес и менеджмент
- Деканат по обучению иностранных студентов
- Автоматика и компьютерная техника[6]

### Электротехника и энергетика
Основан в 1964 году. В факультет входят 4 кафедры: Тепловая и холодная технология, Электропитание и изоляция, Электрическое и электротехническое оборудование, Теоретические основы электротехники. Студенты привлекаются к научно-исследовательским работам, проводимым на кафедрах.

### Транспортный
Ранее назывался механический. Свое современное название факультет получил в 2001 году.

### Технологические машины
Основан в 1986 году на базе машиностроительного факультета. В состав факультета входят 5 кафедр: Детали машин и подъемно-транспортирующие машины, Метрология и стандартизация, Теория механизмов и машин, Технологические комплексы и спецтехника, Инженерная графика.

### Радиотехника и связь
С момента основания, в 1960 году, факультет назывался Электротехническим. Позже было проведено разделение и образованы 2 факультета: Электротехнический и Радиотехнический.

### Металлургия
Основан в феврале 1964 года. В состав факультета входят 4 кафедры.

### Машиностроительный
Основан в 1982 году. В состав факультета входят 5 кафедр: Технология механизации, Части машины, Теория машин и механизмов, Технологические комплексы и специальное оборудование, Физика.

### Деканат по обучению иностранных студентов
Целью обучения на факультете является подготовка кадров для зарубежных стран. Основан в 1978 году.

### Автоматика и Компьютерная техника
Основан в 1960 году. На факультете функционируют 6 кафедр: Автоматизация вычислительных технологий и производственных процессов, Автоматизация и телемеханика, Промышленная электроника, Общая и теоретическая радиотехника, Высшая математика, Физика.

## Деятельность

### 2023
На 2023 год в университете действовало 7 факультетов, 22 кафедры. В ВУЗе проводилось обучение по 37 специальностям бакалавриата, 35 специальностям и 133 специализациям магистратуры, 34 специальностям докторантуры.
В университете обучалось 11 127 студентов. Их них 8 457 на бакалавриате, 2 515 — в магистратуре, 112 в докторантуре. 43 чел. обучались по научной докторской программе.
В ВУЗе работало 583 преподавателя.

## Ректоры
- Махмуд Мамедов[азерб.] (1950—1954)
- Абузар Алиев (1954—1961)
- Энвер Касимзаде (1962—1968)
- Рза Бадалов[азерб.] (1968—1976)
- Мирза Ага Багиров[азерб.] (1976—1988)
- Рамиз Гурбанов[азерб.] (1989—1990)
- Али Садыхов (1990—1992)
- Аллахверди Оруджев[азерб.] (2 июля 1993 — декабрь 1993)
- Рафик Мехдиев[азерб.] (1993—1999)
- Хавар Мамедов[азерб.] (январь 2000 — 14 сентября 2016)[15]
- Халыг Яхудов (сентябрь 2016 — 31 июля 2019)
- Вилаят Велиев (с 31 июля 2019)[16][17]